# فهمي كوتش
فهمي كوتش (بالتركية: Fehmi Koç)‏ هو لاعب كرة قدم تركي في مركز الوسط، ولد في 28 أغسطس 2003 في أنطاليا في تركيا. لعب مع أنطاليا سبور.

## وصلات خارجية
- فهمي كوتش على موقع اتحاد تركيا (لاعب) (الإنجليزية)
- فهمي كوتش على موقع قاعدة بيانات كرة القدم.إي يو (الإنجليزية)
- فهمي كوتش على موقع Soccerway.com (الإنجليزية)
- فهمي كوتش على موقع عالم كرة القدم.نت (الإنجليزية)